# Halıkışlak, Digor
Halıkışlak là một xã thuộc huyện Digor, tỉnh Kars, Thổ Nhĩ Kỳ. Dân số thời điểm năm 2010 là 246 người.